# Saint-Barthélemy-de-Vals
Saint-Barthélemy-de-Vals is een gemeente in het Franse departement Drôme (regio Auvergne-Rhône-Alpes). De plaats maakt deel uit van het arrondissement Valence. Saint-Barthélemy-de-Vals telde op 1 januari 2022 1.852 inwoners.

## Geografie
De oppervlakte van Saint-Barthélemy-de-Vals bedraagt 20,27 vierkante kilometer; de bevolkingsdichtheid is 92 inwoners per km² (per 1 januari 2019).

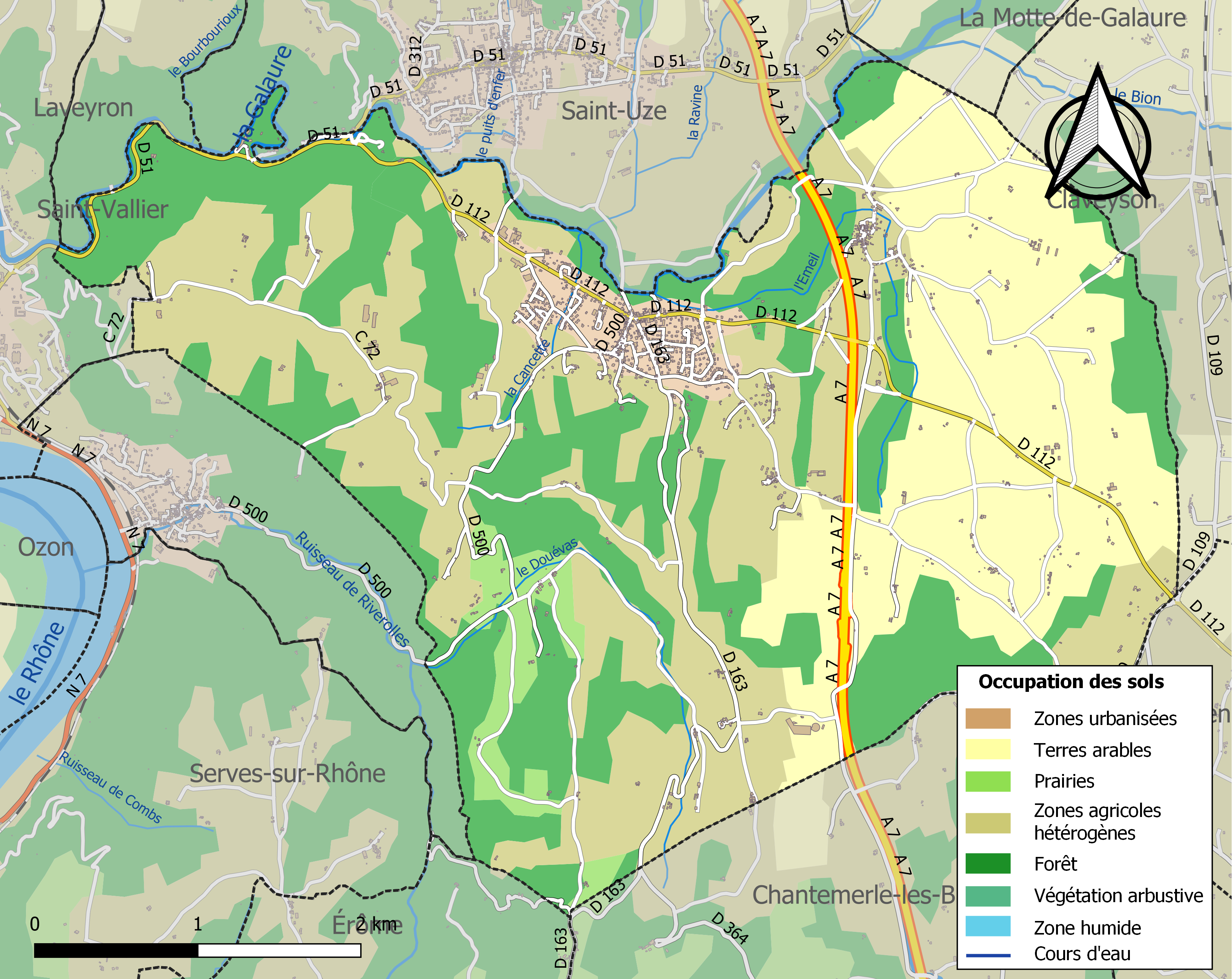
Kaart van de gemeente met belangrijkste infrastructuur, bodemgebruik en omliggende gemeenten

## Demografie
Onderstaande figuur toont het verloop van het inwonertal (bron: INSEE-tellingen).